# 水野あおい
水野 あおい（みずの あおい、1975年（昭和50年）11月20日 - ）は、埼玉県生まれの女性アイドルで、本名は大河内 庸子（おおこうち ようこ）である。
後述のとおり、2000年に引退ライブを行ってから20年後にネット限定で活動を再開した。更に、引退ライブから23年後に生ライブを再開した。

## 概要
ツインテールとフリル付きドレス(ロリィタファッションの先駆け)という出で立ちが特徴で、1990年代の「アイドル冬の時代」にあって、アイドル歌謡を歌う正統派アイドルを貫き、プレアイドル（後のライブアイドル）現象の原型となった。
アルテミスプロモーション所属で、ライブアイドルの実践的方法は同社社長の野間真と水野の活動によってつくられた面も大きい。公式ファンクラブは「おやゆび姫」。
声優アイドルやライブアイドルで、水野の影響を受けた者は多く、その代表格である桃井はるこや田村ゆかりは水野に度々言及している。

## 略歴

### メリーゴーランド所属～アルテミスプロモーション独立まで
- 1991年(平成3年)：メリーゴーランドに履歴書と歌を吹き込んだカセットを送る。オーディションには受からなかったが、同事務所のアイドルグループQlairの当時のマネージャーが履歴書に関心を示し、野間真に渡したのがきっかけとなり、野間は大河内と面接し、取りあえずレッスンを受けさせることにした[9]。12月、雑誌Momoco主催のクリスマスパーティに参加。初のイベント出演となる。
- 1992年(平成4年)：5月より水野あおいの芸名で活動開始。雑誌SPA!5月13日号で“ちっちァイドル”(身長の低い―150cmそこそこ、またはこれを下回る―アイドル)として採り上げられる。10月13日から日比谷シャンテのサテライトスタジオにて定期的にDJとして出演開始(1994年11月23日出演をもって降板)。11月3日から1993年9月13日までの約10ヶ月間、歌姫伝説ライブに定期的に出演[10]。
- 1993年(平成5年)：3月19日に3人組の女性アイドルグループ・フェアリーテール(他のメンバーは菊池奏衣、浅山美月)としてデビュー、ファーストシングル「不思議の国のフェアリーテール」をリリースした。しかし、7月9日には解散告知が発表され9月19日に解散。水野は事務所のスタッフ・野間真とともに独立、有限会社アルテミスプロモーションを設立。公式ファンクラブ「おやゆび姫」も設立し、18歳となった11月20日に第1回ファンの集いとして、そのファンクラブの結成式が行われた[11]。また菊池と浅山(後に渡辺幸恵と改名)は11月21日に別グループ「Tiara」を結成し、芸能活動を継続した。

### ソロデビュー後～引退まで
- 1994年(平成6年)：アルテミスの所属第1号アイドル歌手としてソロデビュー。1月12日にファーストシングル「恋なのかな？？？」をリリース。3月12日にセカンドシングル「春の輝き/金のボタン」発売。月刊カメラマン5月号より「あおいの業界支店」連載開始（1996年12月号で連載終了）。19歳となった11月20日当日、六本木Rホールにて初のお誕生日コンサート開催。12月16日サードシングル「見つめていたい」発売[12]。
- 1995年(平成7年)：5月13日、万世橋警察署にて一日警察署長を務める。7月21日にファーストアルバム「天使のおひるね」、続く8月2日に4枚目シングル「恋のはじまり」発売。10月には「フジカラースーパー写ルンです」で江戸時代のアイドル役としてCM出演。11月17日に5枚目シングル「とまどい」発売、20歳の誕生日直後の11月23日に目黒区民センターにて2回目のお誕生日コンサートを開催[13]。
- 1996年(平成8年)：3月21日、セカンドアルバム「Aoi Special Edition～フリル通りのくますけ～」発売、5月17日、6枚目シングル「楽園～パラダイス～」発売。5月25日から6月2日まで、東名阪ライブツアー開催。10月18日、7枚目シングル「がんばれMy Friend」、続く11月21日にサードアルバム「dear my friend.」を発売、21歳誕生日直後の11月23日に赤坂草月ホールにて3回目のお誕生日コンサート開催[14]。
- 1997年(平成9年)：3月29日～31日、おやゆび姫ファンの集いお泊まり会、これまでは国内だったが今回海外(サイパン)で初開催。5月21日発売SPA!「ニュースな女たち」に掲載、7月5日、8枚目シングル「夏の恋人」発売後、7月26日～8月10日にかけて「あおいちゃんと夏休み」ツアー全国主要都市8か所で開催。10月21日、9枚目シングル「Ring a Ding～倫子のテーマ～」発売。22歳になった直後の11月24日、駒場エミナースにて4回目のお誕生日コンサート開催。12月17日、4枚目アルバムならびにベストアルバム「Aoi century Years」発売[15]。1997年12月9日、まだオタ芸という言葉が無かった時代、ナイナイナ第29回「矢部に趣味を!（嘉門洋子、水野あおい）」で、アイドル親衛隊のオタ芸の様子が日本全国に放送される。
- 1998年(平成10年)：1月15日～17日に名古屋・京都・大阪にてウインターライブツアー開催し、1月21日、10枚目シングル「ピンクのたんぽぽ」発売。2月14日、高田馬場AREAにてバレンタインライブ開催(2回開催で夜開催のみ森下純菜も出演)。4月21日、5枚目アルバム「sweet sweet sweetie」発売[注 3]、そのアルバムタイトルを冠したライブツアーが5月10日～6月7日まで札幌・名古屋・大阪・東京恵比寿にて開催。9月5日、11枚目シングル「秋風の午睡 (シエスタ)」発売。23歳誕生日直前の11月15日、四谷区民センターにて5回目のお誕生日コンサート開催[16]。
- 1999年(平成11年)：2月11日、12枚目シングル「Super Happy World」発売、4月29日～5月23日、ライブツアー「Happy Would Tour～幸せになろう！～」を名古屋・京都・大阪・東京渋谷の4ヵ所で開催。6月25日、13枚目シングル「"KI.RE.I"」発売、8月15日～29日、そのシングル曲を冠したツアー「Summer Live’99-HEAT UP "KI.RE.I"-」を大阪・東京恵比寿で開催。10月21日～25日、おやゆび姫ファンの集いお泊まり会、2回目の海外(オーストラリア・ケアンズ。森下純菜との合同)開催、24歳となった当日の11月20日、クラブチッタ川崎にて6回目のお誕生日コンサート開催[注 4][17]。
- 2000年(平成12年)：1月21日、14枚目シングルおよびラストシングル「Love Song」発売[注 5]、2月5日～6日、おやゆび姫ファンの集い、最後のお泊まり会を福島県猪苗代で開催[注 6]。2月13日、「Love Songs for…」ライブの大阪会場にて芸能活動引退を発表し、3月20日、東京渋谷で開催の「Final Live "Love Songs For…"」をもって引退。水野本人の引退により、ファンクラブ「おやゆび姫」も、5月発行の会報最終号をもって解散した[18]。

### 引退後のネット限定活動からライブ活動再開
- 2004年(平成16年)：6月30日、有限会社アルテミスプロモーション解散。
- 2020年(令和2年)
  - 5月4日、引退(Twitterアカウントのトップ画像によれば活動休止)後20年を機にTwitterアカウントとホームページを開設、ネット限定で活動再開[19]。
  - 9月20日、渋谷TAKE OFF 7で開催された森下純菜ライブ「純菜降臨33」にて声のみのリモート出演を果たす。引退後20年ぶりに「Little Greetings」にて歌声を披露(水野あおいのパートは本人による新規録音の音源使用)[20]。
  - 11月21日、45歳の誕生日翌日となったこの日、引退20周年記念バースデートークイベント「あおあおのZOOM DEらんざん・おきてきたくますけ」が、オンラインイベントとして開催された[21]。
- 2021年(令和3年)
  - 3月20日、『かえってきたぁぉぃの日スペシャル「水野あおいスプリングコンサート2021」』が、オンラインイベントとして開催された。
  - 6月27日、『水野あおいトーク＆ライブ「ぁぉぁぉのリクエストアワー＆れきしのじかん」』が、オンラインイベントとして開催された。
- 2022年(令和4年)
  - 3月20日、『水野あおいスプリングコンサート2022』が、オンラインイベントとして開催。元フェアリーテールの浅山美月がゲスト出演した。
  - 6月25日、『水野あおいトーク＆ライブ「ぁぉぁぉのリクエストアワー2・みんなのじかん」』およびZOOM配信イベント「あおあおのZOOM DE らんざん2 くますけとファンの集い」を開催。
- 2023年(令和5年)
  - 3月19日、『水野あおいスプリングコンサート2023』がオンラインイベントとして開催。デビュー30周年となる。2022年に続き、元フェアリーテールの浅山美月もゲスト出演した。
  - 8月13日、「Summer Live 2023 for you」を開催[1][22]。特別ゲストとして森下純菜、浅山美月が出演した。また水野あおい本人も引退ライブから23年振りに生出演[1]し、対面物販サイン会も行った[23]。
  - 9月17日に開催する「森下純菜ソロライブVol.99純菜降臨38 Super Solo LIVE Birthday」に、ゲストとして出演した。
  - 11月19日、「お誕生日コンサート2023～あおいのこれがアイドル～レコ発」を開催。水野あおい本人の他に森下純菜、徳永愛も出演し、新曲2曲も発表されコンサート内で歌われた[24]。
- 2024年(令和6年)
  - 2月24日、新宿ロフトプラスワンで開催される桃井はるこトークライブ『はるこの秘密Vol.28 「善は急げ！"アキバ系"前夜を語れ！」』に出演した。
  - 4月14日、故・大山文彦氏を偲ぶ「大山文彦追悼ライブ」開催。二部制で第一部には水野あおいの他、太田貴子、いまのまい、水野愛日、久保亜沙香、徳永愛、秋野ひとみ、桜川ひめこ、月宮うさぎ、森下純菜、宮前真樹が出演。第二部には宍戸留美、今井佐知子（元Qlair）、山口リエ、田中有紀美（元Melody）、笹峯愛、森下純菜、中川雅子（元TPD DASH!!）、宮前真樹が出演した。
  - 7月14日、新宿ロフトプラスワンで開催される桃井はるこトークライブ『はるこの秘密Vol.29 「ぁぉぃちゃんも緊急参戦！90年代アイドルソングを語れ！」』に出演した。
  - 9月23日、「森下純菜ソロライブVol.100 純菜降臨39 thank you everyone」にゲストとして出演した。
  - 11月5日、復帰後初のシングルとなる「大切な宝物」(c/w「風のメロディ」)を発売した。
  - 11月23日、お誕生日コンサートとして、第1部「デビュー30周年SPトーク&ミニライブ〜また会えたね〜」（MCは白石真菜、ゲストは宮前真樹、浅山美月、森下純菜、田村信二）、第2部「お誕生日コンサート〜おやゆび姫Again〜」を神奈川県の県民共済みらいホールで開催した。
- 2025年(令和7年)
  - 6月1日、『水野あおいファンの集い　あおいちゃんとゆる～～～いひととき』（目白MarkⅥ）を開催した。
  - 6月15日、『いまのまい Birthday Live 2025』（四谷SOUND CREEK Doppo）にゲスト出演の予定。

## 出演番組

### テレビ
- 天使のU・B・U・G(フジテレビ) - レギュラーメンバーとして出演(1994年10月13日～1995年3月16日)[25]
- ダウンタウンのごっつええ感じ(フジテレビ) - 女子レスラーとして出演し東野幸治と対戦した(1994年12月25日)。
- タモリの週刊ダイナマイク(ニッポン放送) - 1995年7月のマンスリーゲストとして出演。視聴者とクイズ対決を行った。
- 今田・東野のCMコウジ園(日本テレビ) - ビックカメラのCM出演を掛けて他のアイドル達と競技を行った(1996年10月29日)。
- ドキッ！女だらけの水泳大会(フジテレビ) - 競技者として出演(1997年2月11日)。
- ナイナイナ(テレビ朝日) - 矢部に勧める趣味の中で、アイドルのファンのアイドルとして出演(1997年12月9日)。
- アイドルオンステージ(NHK) - 不定期に出演。

### ラジオ
- 加藤裕介の横浜ポップJ（ラジオ日本） - 2025年1月20日（月曜パートナー西村知美）にゲストとして出演[26]。

## 逸話等
- 好きなアイドルは松田聖子、中嶋ミチヨなどだった。アイドルの衣装にあこがれて芸能活動を開始した。また、デビュー当時の持ち曲が少ない時のイベントでは、高橋由美子の楽曲も歌っていた。
- プロフィール上では身長152cmとあったが、本当は150cm以下だったと後に本人談。
- 活動時期がインターネット普及黎明期だった為、イベント告知はフライヤーの他に不定期更新の水野本人の声によるテレホンサービスや、水野本人手書きのEYE-NET(アイネット)情報FAXがあった。
- ゲーマーでありパズル系やレース系が得意であった。スーパーマリオスタジアムに出演した際、コーナー「スタチャレクイズ!!」にてスーパードンキーコング2のゴースターレース(NPCとレースして着順を競う面)にチャレンジし、四組の解答者が順位予想を行った。この四組の予想を裏切り、着順1位でゴールするという腕前を披露した。
- 1994年11月3日放映、『天使のU・B・U・G』第4回で、一日ホームレス体験という特集があり、水野は正統派アイドルの身なりのまま、段ボールハウスの作り方などを新宿のホームレスに教わりながら、ホームレスの体験をしつつ、路上で歌って曲のキャンペーンを行うという企画を行わされた。敢えて極端な環境を設定するリアリティーショーの一種であったが、その過酷な内容にも関わらず水野とホームレスの男性たつさん(仮名)(放映時のテロップによる)の間には徐々に交流が生まれ、水野はアイドル歌手として一分の隙もなく振る舞い続け、むしろ感動を呼んだ[2]。
- 今田耕司、東野幸治とは天使のU・B・U・G以後もテレビ共演が度々あった。「ダウンタウンのごっつええ感じ」では「緊急企画キャリー東野のアイドル虎の穴」に対戦レスラーとして出演し、キャリー東野こと東野幸治と戦った。対戦中はBGMとして「見つめていたい」が流された。パワーボム等の技を受け敗退。また、「今田・東野のCMコウジ園」ではビックカメラのCM出演を賭けて、同じく天使のU・B・U・Gで共演していたピンクサターンの三井麻由理(通称ミド)や、堀部圭亮、コンビ芸人のBOOMER、笑福亭鶴光の長女である小林ありさと争った。勝者は小林ありさだった。
- 4thシングル「恋のはじまり／Dan Dan」等で使われている野外写真は富士箱根伊豆国立公園の大室山のふもと付近で撮影された[27]。
- 「お誕生日コンサート2023～あおいのこれがアイドル～レコ発」にて発表された新曲「風のメロディ」は、idolshot代表だった故・大山文彦氏の希望で、氏が好んでいた「“KI.RE.I”」がオマージュされている。
- 24年ぶりのシングル表題曲となった「大切な宝物」は本来、2023年11月の生誕コンサートに合わせてCD化させる予定だった。この時の公演名に「レコ発」が付いているのはそのため。しかし大山氏が急逝し、田村信二の手がけた楽曲のみ出来上がっていて、作業は休止状態となってしまった。その後、宮前真樹がプロデューサーとなり制作を進め、「風のメロディ」と合わせてシングルCDとして発売することが出来た[28]。

## 音楽

### シングル
| 収録曲                                         | 発売日         | 規格品番         | 作詞 作曲 編曲                                                                                | 備考                                                                                       |
| ---------------------------------------------- | -------------- | ---------------- | --------------------------------------------------------------------------------------------- | ------------------------------------------------------------------------------------------ |
| 恋なのかな??? ／妹からはじめたい               | 1994年1月21日  | CD-S：CEDC-10361 | 桔梗信治 松本俊明 山田彗                                                                      | ボーナストラック「あおいちゃんのおしゃべり」                                               |
| 春の輝き ／金のボタン                          | 1994年3月18日  | CD-S：CEDC-10374 | 沢田聖子 沢田聖子 宮原恵太                                                                    |                                                                                            |
| 見つめていたい ／あおい伝説                    | 1994年12月16日 | CD-S：CEDC-10469 | 沢田聖子 沢田聖子 勝又隆一                                                                    |                                                                                            |
| 恋のはじまり ／Dan Dan                         | 1995年8月2日   | CD-S：CEDC-10530 | 有森聡美 ヤギハシカンペー ヤギハシカンペー                                                    |                                                                                            |
| とまどい ／ブルートパーズの指輪                | 1995年11月17日 | CD-S：CEDC-10562 | 沢田聖子 沢田聖子 戸塚修                                                                      |                                                                                            |
| 楽園～パラダイス～ ／夢見るハート              | 1996年4月19日  | CD-S：CEDC-10583 | 沢田聖子 沢田聖子 ヤギハシカンペー                                                            | 月刊TVパワーギャングオープニングテーマ                                                     |
| がんばれ My Friend ／クリスマスモーニング      | 1996年10月18日 | CD-S：CEDC-10618 | きさらぎひとみ ヤギハシカンペー ヤギハシカンペー ／水沢晶子 ヤギハシカンペー ヤギハシカンペー |                                                                                            |
| 夏の恋人 ／SUNSHINE SUNDAY                     | 1997年7月5日   | CD-S：APDA-223   | 沢田聖子 沢田聖子 宮原恵太                                                                    | センチュリーレコードからバンダイミュージックに移籍                                         |
| Ring a Ding～倫子のテーマ～ ／狼なんか怖くない | 1997年10月21日 | CD-S：APDA-236   | 水沢昌子 萩原渚 菊池和久 ／阿久悠 吉田卓郎 菊池和久                                           | 「企業戦士YAMAZAKI」イメージソング                                                         |
| ピンクのたんぽぽ ／ホワイトバレンタイン        | 1998年1月21日  | CD-S：APDA-245   | 水沢昌子 辰巳文康 菊池和久 ／水沢昌子 関口洋平 菊池和久                                       |                                                                                            |
| 秋風の午睡（シエスタ） ／せつない片想い        | 1998年9月5日   | CD-S：APDA-262   | 水沢晶子 関口洋平 関口洋平 ／水沢晶子 近藤剛 関口洋平                                         |                                                                                            |
| Super Happy World ／あいのきせき               | 1999年2月1日   | CD：DHC-1        | 三井ゆきこ 三井ゆきこ 久保田邦夫                                                              | ダイキサウンドに移籍。ジャケットサイズが通常版形式になる。                                 |
| “KI.RE.I” ／瑠璃色ビーズ                       | 1999年6月25日  | CD：DHC-4        | 三井ゆきこ 三井ゆきこ 久保田邦夫 ／水沢晶子 石崎智子 久保田邦夫                               |                                                                                            |
| Love Song ／Blue Bird ／NOBODY CATCHES ME!     | 2000年1月21日  | CD：DHC-8        | 水沢晶子 喜田恒 鈴木英利 ／水沢晶子 ヤギハシカンペー ヤギハシカンペー                         | ラストシングル                                                                             |
| 大切な宝物／風のメロディ                       | 2024年11月5日  |                  | 田村信二                                                                                      | 楽曲発表は「お誕生日コンサート2023～あおいのこれがアイドル～レコ発」。復帰後初のシングル。 |

### アルバム
| アルバム名                                   | 発売日         | 規格品番   | 収録曲 | 備考                                    |
| -------------------------------------------- | -------------- | ---------- | --- | --------------------------------------- |
| 天使のおひるね                               | 1995年7月21日  | CECC-10525 | 1. あおい伝説 (オルゴールバージョン) 2. 春の輝き (アルバムバージョン) 3. 泣かないで愛が遠くても 4. 勇気をください 5. 天使のおひるね 6. 恋のはじまり (アルバムバージョン) 7. 元気だして ～昔のままで～ 8. あおい伝説 (アルバムバージョン) | 初アルバム                              |
| Aoi Special Edition ～フリル通りのくますけ～ | 1996年3月21日  | CECC-10580 | 1. モーニング・コール 見つめていたい 2. 恋なのかな？？？ 3. フリル通りのくますけ ～第一話～ 4. 妹からはじめたい 5. フリル通りのくますけ ～第二話～ 6. ブルートパーズの指輪 7. Dan Dan 8. ～おやすみ。～                                  | 水野あおい原案による オリジナル童話収録 |
| dear my Friend.                              | 1996年11月21日 | CECC-10628 | 1. かなわぬ想い 2. あなたがおうちにやってくる 3. がんばれMy Friend 4. 粉雪の季節の前に 5. 楽園～パラダイス～ 6. 硝子の天使 7. 恋のじゅもん 8. とまどい 9. 夕闇がふたりを包む頃には ～SUNSET BLUE HILL～ 10. ホントの幸せ                 | 各曲、本人の解説付                      |
| Aoi Century Years                            | 1997年12月17日 | CECC-10672 | | 4枚組の全曲集                           |
| Sweet Sweet Sweetie                          | 1998年4月21日  | APCA-216   | 1. バニラアイス ～夢の中に描いた空～ 2. ときめきは土曜の午後3時 3. 空と海と青いカイト 4. Let's Try! 5. 青春の忘れもの 6. あしたへ… 7. 星降る夜のおとぎ話                                                                                 | バンダイミュージック移籍 ラストアルバム |

### Fairy Taleとしてのリリース
1. 不思議の国のフェアリー・テール／青空のカウントダウン[31]
1993年3月19日発売(CD-S：CDDA-10212)、センチュリーレコード
作詞：石川あゆ子／作曲：高橋ひろ／編曲：相場裕介
ソロになる前に所属していたアイドルグループ「Fairy Tale」のメンバーとして参加した。
初回のみカラー写真集(アルバムとの連動応募券)付き。
2. Fairy Tale(アルバム)[31]
1993年5月21日発売(CD:CECC-10239)、センチュリーレコード
1.不思議の国のフェアリー・テール(Album version)
2.避暑地の森の天使たち(Lead Vocal浅山美月)
3.夏休みは終わらない(Lead Vocal菊地奏衣)
4.真赤な自転車(Lead Vocal水野あおい)
5.おニャン子クラブ･メドレー
6.青空のカウントダウン(Album version)
7.不思議の国のフェアリー･テール(Single version)
歌詞カードは広げるとジャンボポスターになる仕様だった。
3. おニャン子クラブ･メドレー[31]
1993年7月7日発売(CD-S：CEDC-10256)、センチュリーレコード
1.おニャン子クラブ･メドレー(SPECIAL SINGLE VERSION)：セーラー服を脱がさないで～うしろゆびさされ組～TOO ADULT～バレンタイン・キッス～冬のオペラグラス～涙の茉莉花LOVE～天使のボディーガード～深呼吸して～じゃあね
2.夏休みは終わらない(SPECIAL SINGLE VERSION)
3.おニャン子クラブ･メドレー(カラオケ)
初回のみブロマイド封入。

### その他
1. Little Greetings[32](作詞・作曲 三井ゆきこ、編曲 久保田邦夫)
2000年3月20日に渋谷ON AIR EASTにて公演された｢最初で最後の(?)アルテミス祭り｣の入場者特典。
水野あおいの引退に合わせて作成された曲で、森下純菜とのデュエットソングである。

## 映像

### ビデオソフト
全てVHSで販売、アルテミスプロモーションの自社制作。現在は廃盤となっている。
| タイトル                                                                                    | コード   | 収録時間 | 備考                                                |
| ------------------------------------------------------------------------------------------- | -------- | -------- | --------------------------------------------------- |
| 水野あおい お誕生日コンサート ～日本一のアイドルをめざして～ 1994/11/20 六本木Rホール       | AOIV-001 | 90分     | 誕生日コンサートの初映像化ソフト                    |
| フリル VOL.1                                                                                | AOIV-02  | 45分     | ミニコーナー、MVなど収録                            |
| 水野あおい お誕生日コンサート'95 ～日本一のアイドルをめざして～ 1995/11/23 目黒区民センター | AOIV-03  | 80分     | 95年の誕生日コンサートの映像化ソフト                |
| フリル VOL.2                                                                                | AOIV-04  | 45分     | MV、ゲームチャレンジ、ライブ映像など                |
| フリル VOL.3                                                                                | AOIV-05  | 45分     | 振付講座、サイパンロケ日記など収録                  |
| 水野あおい お誕生日コンサート'96 ～あおいの"これがアイドル" 1996/11/23 目黒区民センター     | AOIV-07  | 110分    | 96年の誕生日コンサートの映像化ソフト ノーカット収録 |
| フリル VOL.4                                                                                | AOIV-08  |          | フリルシリーズ第4巻                                 |
| プチフリル VOL.1                                                                            | AOIV-11  |          |                                                     |
| スーパーフリル 1st side                                                                     | AOIV-12  | 30分     | 衣装ショーなど収録                                  |
| スーパーフリル 2nd side                                                                     | AOIV-13  | 30分     | 衣装ショーなど収録                                  |
| 水野あおい Autumn Consert '98 ～あおいのファッションコンサート～ ～あおいのこれがアイドル～ | AOIV-14  | 45分     | 98年11月15日の公演を収録                            |
| フリル VOL.5                                                                                | AOIV-15  | 45分     | フリルシリーズ第5巻                                 |
| '99 Autumn Concert ～あおいのBirthday～ 1999/11/20 CLUB CITTA'川崎                          | AOIV-16  |          | 99年の誕生日コンサート 夜の部の映像化ソフト         |

### その他
1. 企業戦士YAMAZAKI(1995年)
OVA作品に声優として尾崎実里役、イメージソングとして『“Ring a Ding（倫子のテーマ）”』が採用された。
2. 地球防衛少女イコちゃん(1995年)
文部省選定の防犯教育ビデオ映画「地球防衛少女イコちゃん」に出演。水野の配役はカエデ隊員だった。
3. CM「スーパー写ルンです」(富士フイルム、1995年)
あんみつ姫の様な服装に三味線を携えた姿で「お駒」として出演。スーパー写ルンですの商品と共にスナップ写真のような画像でCMの最後に映る。10月6日から約1ヵ月間放送された。

## 参加作品
1. 影牢 〜刻命館 真章〜 ORIGINAL SOUND TRAX
「Frozen Dark Night」で参加。ゲーム未使用のイメージソング。